# Línea T11 Express (Tranvía de París)
La Línea T11 Express de tranvía es una línea de tren-tram explotada por Transkeo, filial de SNCF y abierta al público el 1 de julio de 2017 entre Épinay-sur-Seine y Le Bourget en la provincia de Sena-San Denis en la Île-de-France.

## Trazado y estaciones
|  |   |  | estaciones                               | Lat/Long                                     | zona | municipio                   | correspondencia |
|  | - |  | ---------------------------------------- | -------------------------------------------- | ---- | --------------------------- | --------------- |
|  | o |  | Épinay-sur-Seine                         | 48°57′15″N 2°18′08″E / 48.9542128, 2.3022795 | 3    | Épinay-sur-Seine            |                 |
|  | o |  | Épinay - Villetaneuse Montmagny          | 48°57′30″N 2°19′42″E / 48.95828, 2.32827     | 3    | Épinay-sur-Seine, Montmagny |                 |
|  | o |  | Villetaneuse-Université                  | 48°57′34″N 2°20′31″E / 48.959529, 2.341825   | 3    | Villetaneuse                |                 |
|  | o |  | Pierrefitte - Stains                     | 48°57′50″N 2°22′20″E / 48.963873, 2.372285   | 4    | Pierrefitte-sur-Seine       |                 |
|  | o |  | Stains-La Cerisaie                       | 48°57′16″N 2°23′31″E / 48.954531, 2.392014   | 3    | Stains                      |                 |
|  | o |  | Dugny - La Courneuve Parc Georges Valbon | 48°56′37″N 2°24′40″E / 48.9437, 2.411114     | 3    | Dugny, La Courneuve         |                 |
|  | o |  | Le Bourget                               | 48°55′50″N 2°25′33″E / 48.93066, 2.42578     | 3    | Le Bourget                  | (proyecto)      |

## Estaciones

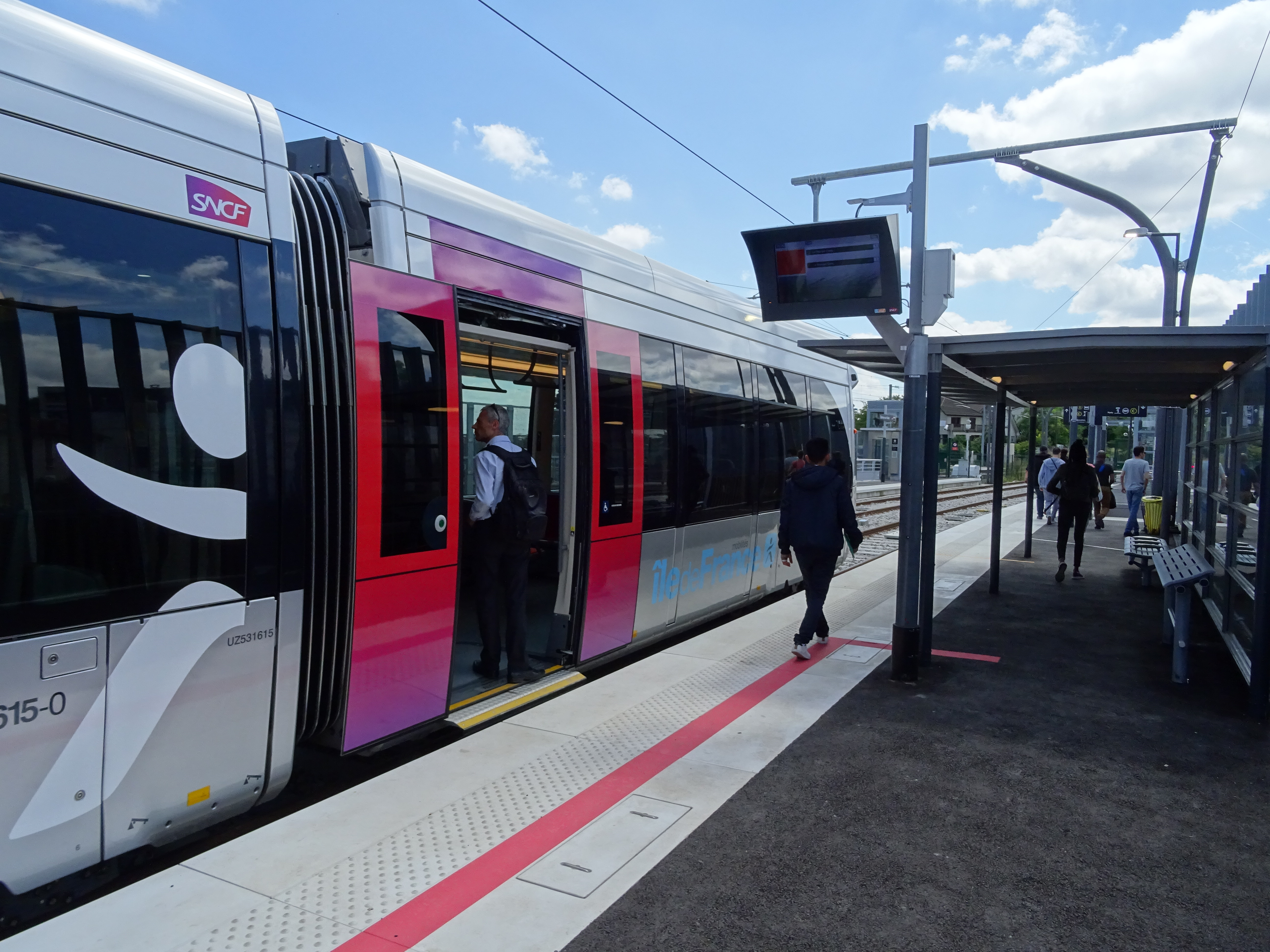
T11 - Épinay-sur-Seine
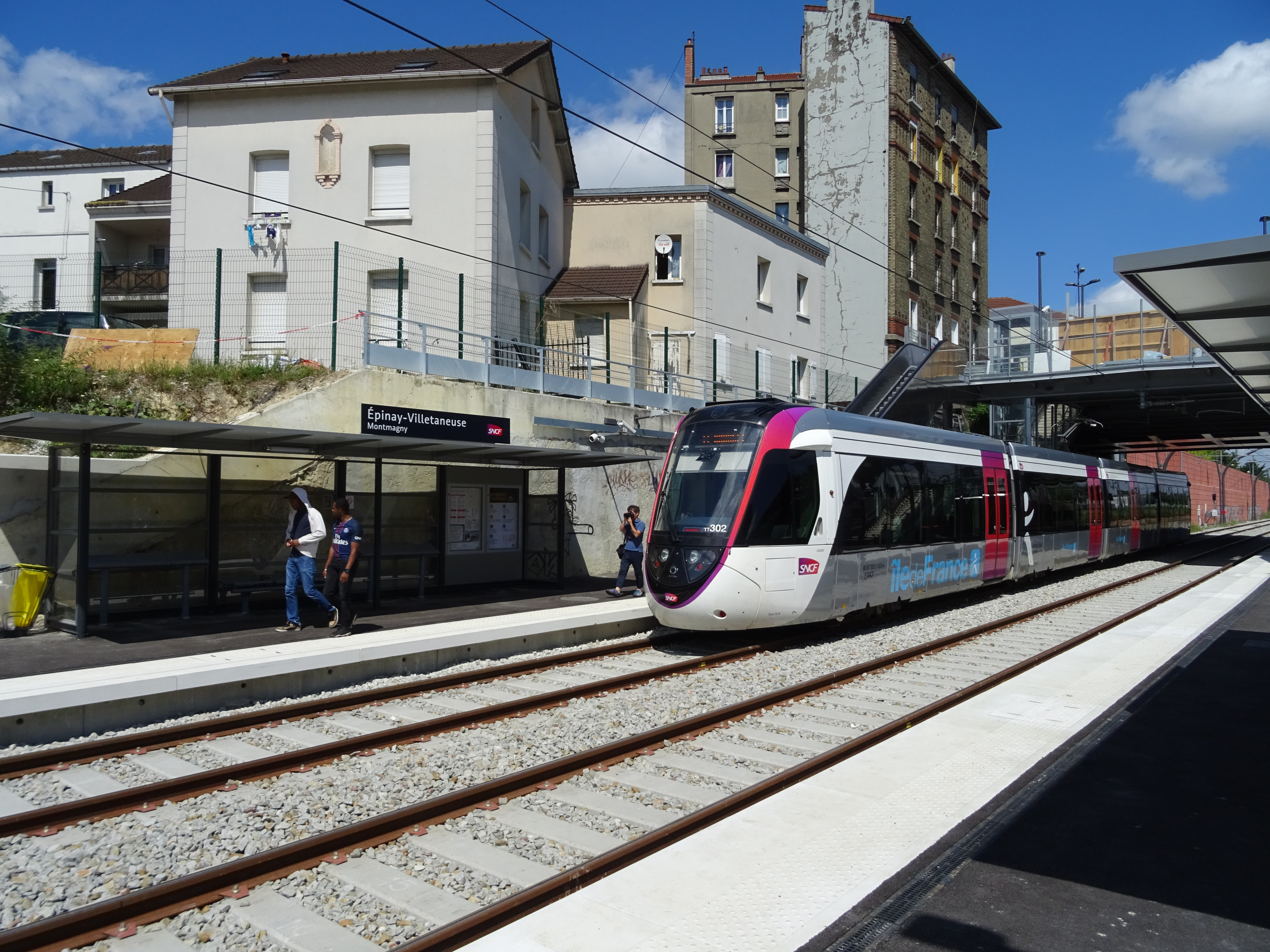
T11 - Épinay - Villetaneuse
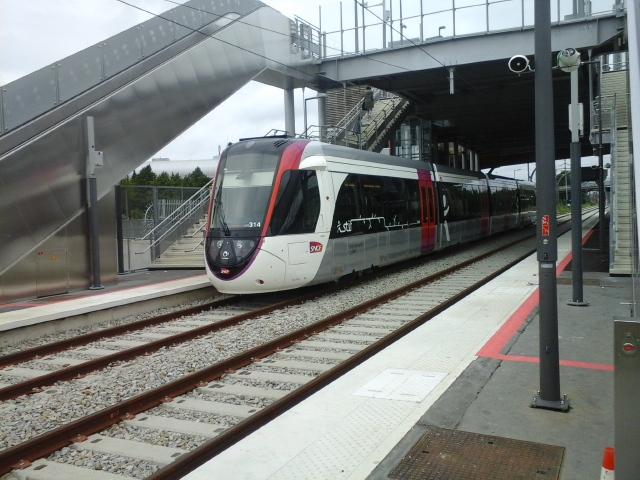
T11 - Villetaneuse-Université
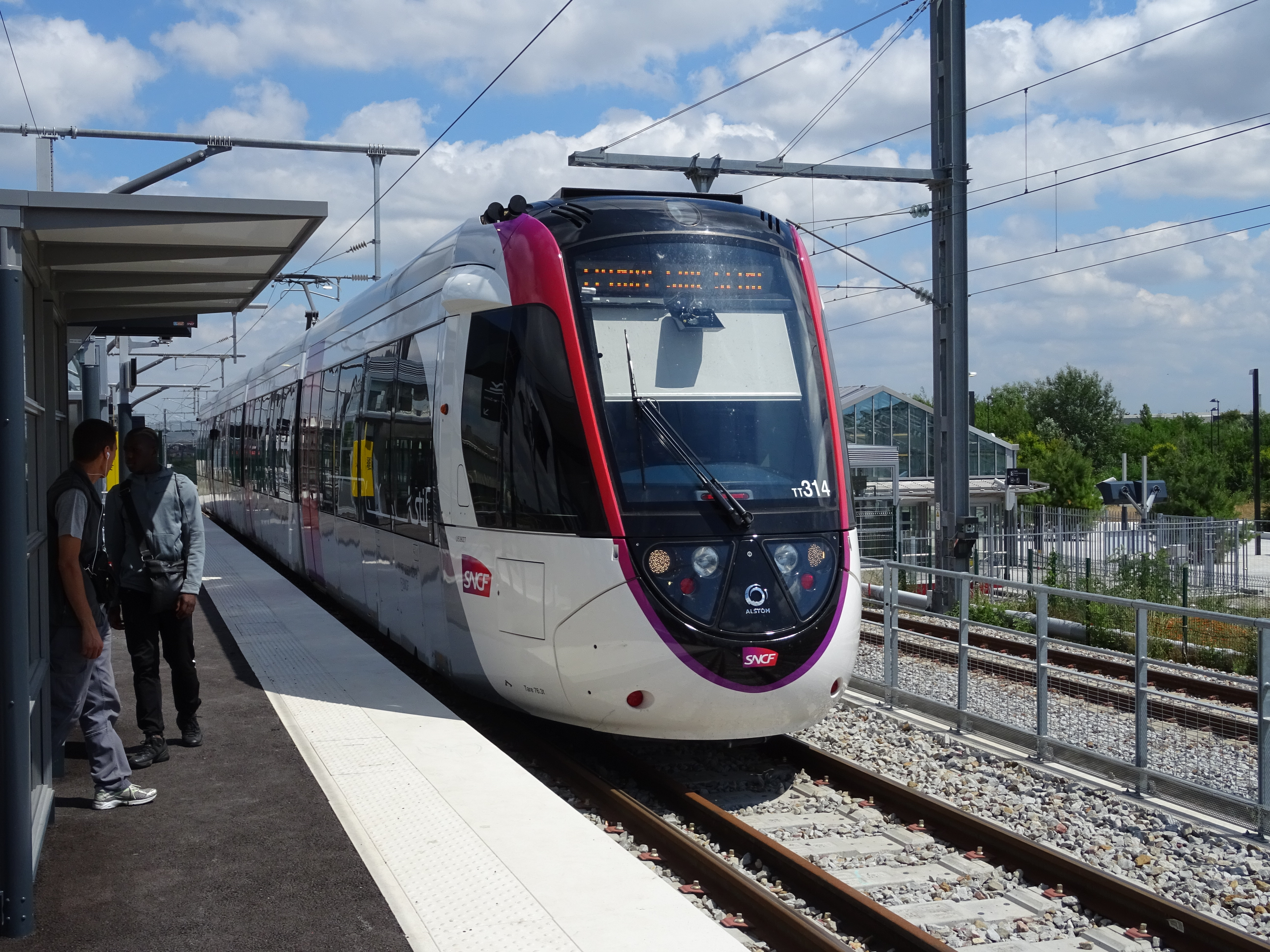
T11 - Pierrefitte - Stains
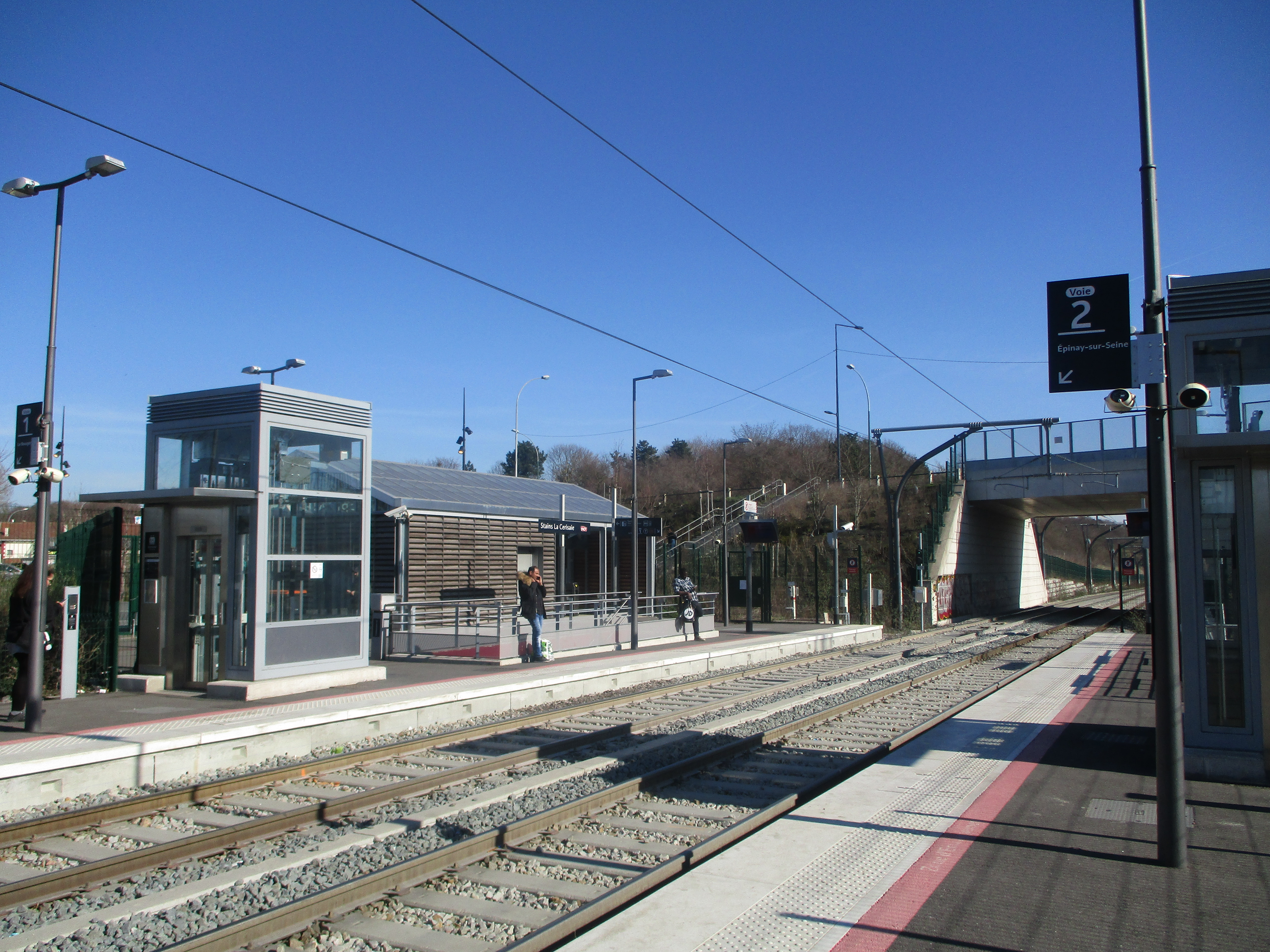
T11 - Stains-La Cerisaie
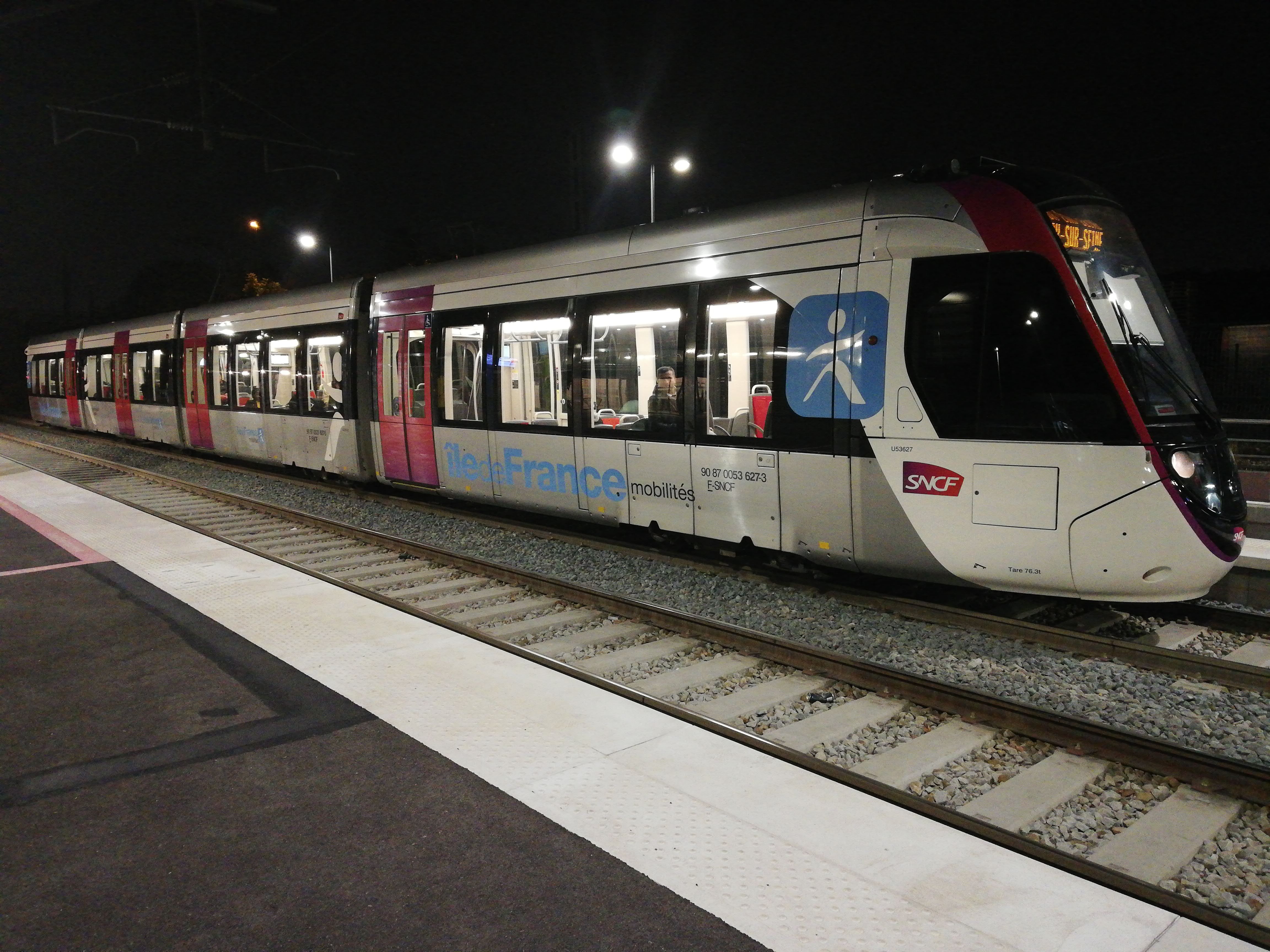
T11 - Dugny - La Courneuve
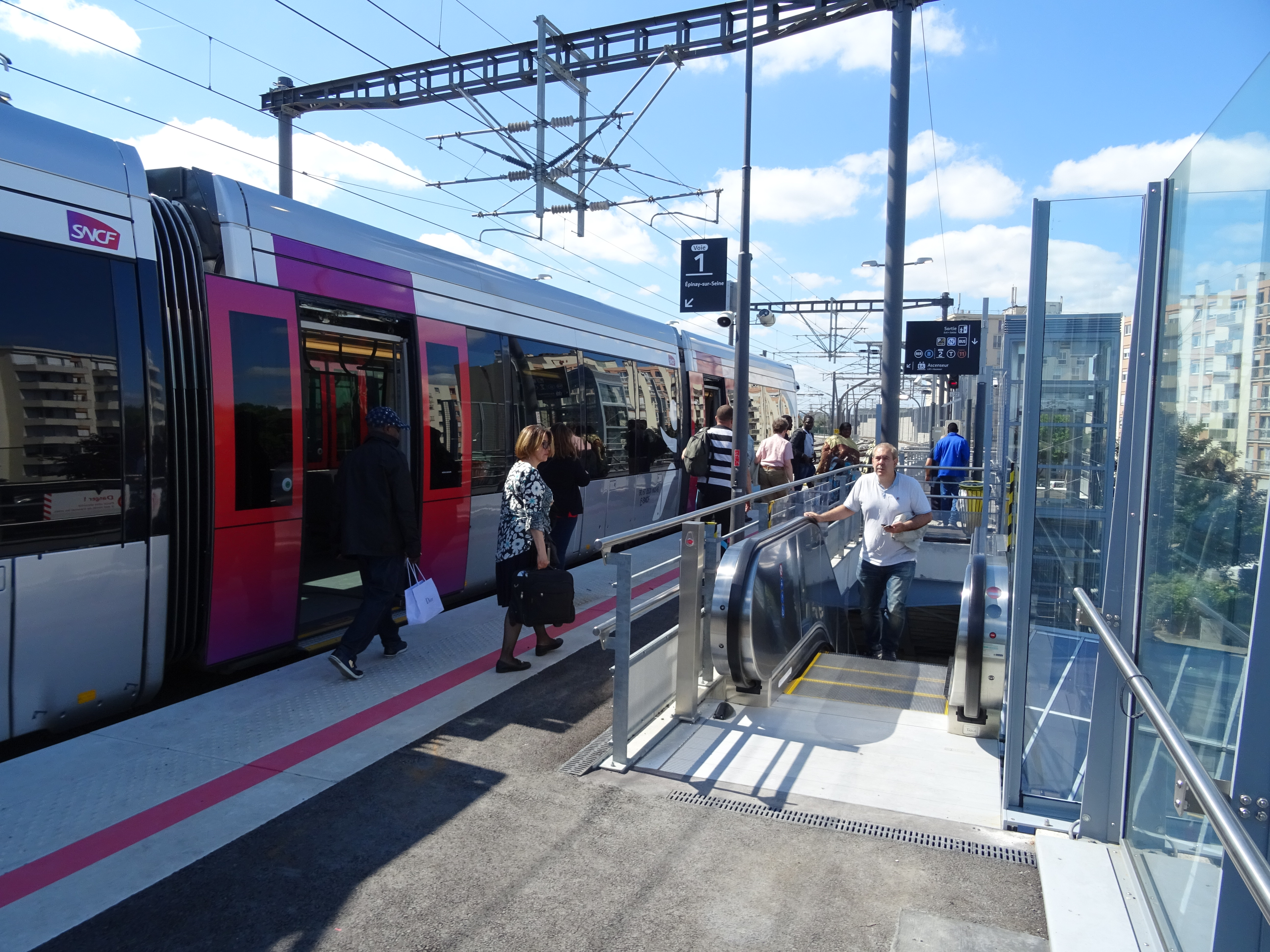
T11 - Le Bourget